# The Wound
The Wound è un film del 2017 diretto da John Trengove.
Il film è stato selezionato per rappresentare il Sudafrica ai premi Oscar 2018 nella categoria Oscar al miglior film in lingua straniera.

## Trama
Un gruppo di ragazzi di etnia xhosa si riuniscono su una montagna in una regione rurale del Sudafrica per assistere assistere all'ukwaluka, un rito tradizionale di circoncisione che segnerà il passaggio dall'adolescenza all'età adulta. Tra di loro c'è anche Kwanda, un adolescente di Johannesburg, l'unico a provenire da una famiglia benestante. Per questo viene schernito ed allontanato dagli altri ragazzi. Kwanda trova conforto e appoggio in Xolani. Ben presto Kwanda si accorge dell'attrazione tra Xolani e il burbero Vija. 
Xolani dovrà scegliere se continuare la sua storia d'amore clandestina o fare una scelta che può avere terribili ripercussioni.

## Distribuzione
Il film è stato presentato in anteprima nella sezione World Cinema - Dramatic al Sundance Film Festival 2017. Successivamente è stato proiettato alla 67ª edizione del Festival di Berlino. In Italia è stato mostrato al Lovers Film Festival di Torino, dove ha vinto il premio come miglior film.

## Palmarès
- 2017 - Sarasota Film Festival
  - Premio della giuria
- 2017 - Festival di Berlino
  - In competizione per il Teddy Award
- 2017 - Torino Gay & Lesbian Film Festival
  - Miglior lungometraggio